# 狩野翔
狩野 翔（かりの しょう、1987年12月18日 - ）は、日本の声優、俳優。埼玉県出身。東京俳優生活協同組合所属。

## 経歴
東京アニメーター学院出身。2012年より、東京俳優生活協同組合に所属する。

## 人物
声域はテノール。
特技はバク転、ダジャレ。趣味は旅行、読書、スノーボード。免許・資格は普通自動車免許、珠算2級。

## 出演
太字はメインキャラクター。

### テレビアニメ
2011年
- 神様ドォルズ（天照素 他）
- 真剣で私に恋しなさい!!（生徒 他）
- よろず骨董 山樫（店主）

2012年
- ソードアート・オンライン（プレイヤー、盗賊）

2013年
- アウトブレイク・カンパニー
- 蒼い世界の中心で（グリージ）
- 世界でいちばん強くなりたい!（観客）
- たまゆら〜もあぐれっしぶ〜（野球部員）
- レゴチーマ 〜アニマル戦士たちの伝説〜（プラバー・ウィンザー・スコーム）

2014年
- DRAMAtical Murder（モルヒネA、警備兵、スクラッチメンバー）
- 一週間フレンズ。（クラスメイト）
- ウィザード・バリスターズ 弁魔士セシル（警官、強盗、SAT B）
- 極黒のブリュンヒルデ（生徒、男、男子、警官、隊員）
- スペース☆ダンディ（村人たち）
- のうりん（生徒）
- ノラガミ（生徒）
- FAIRYTAIL（青年）
- ペルソナ4（グルメ番組の声）
- まじもじるるも（青木、男子生徒）
- 名探偵コナン（学生）
- 召しませロードス島戦記 〜それっておいしいの?〜（宇土）

2015年
- うたの☆プリンスさまっ♪ マジLOVEレボリューションズ（通行人）
- GON（メタケイ）
- 食戟のソーマ（男子生徒F）
- デュラララ!!×2 転（ダラーズ）
- 美男高校地球防衛部LOVE!（生徒A、生徒D、バレー部員、後輩A、生徒A 他）
- わしも（忍者）

2016年
- シュヴァルツェスマーケン（レオン・J・ホワイト、オペレーター、士官、シュタージ兵、反体制派兵B 他）
- パズドラクロス（ギルド龍喚士、ドミニオン龍喚士）

2017年
- アイドルマスター SideM（神谷幸広）

2018年
- デスマーチからはじまる異世界狂想曲（ソマル、青年神官、客）
- 悪偶 -天才人形-（手下D）
- 抱かれたい男1位に脅されています。（男性スタッフ）
- アイドルマスター SideM 理由あってMini!（神谷幸広）
- やがて君になる（男子生徒）

2019年
- 魔法少女特殊戦あすか（ルキ）
- 賢者の孫（受験生、オルト＝リッカーマン、騎士養成士官学院生、護衛、哨戒兵 他）
- 私、能力は平均値でって言ったよね!（獣人）

2020年
- うちタマ?! 〜うちのタマ知りませんか?〜（堂本ベルマン）
- 本好きの下剋上 司書になるためには手段を選んでいられません（2020年 - 2022年、フラン） - 2シリーズ
- ムヒョとロージーの魔法律相談事務所（消防士）

2021年
- 東京リベンジャーズ（2021年 - 2023年、松野千冬） - 3シリーズ
- 海賊王女（不良衛兵）

2023年
- ノケモノたちの夜（マリウス・ブラックベル）
- 君は放課後インソムニア（灰田塁）
- 『ヒプノシスマイク-Division Rap Battle-』Rhyme Anima +（キアロ、笠子明）
- カミエラビ（2023年 - 2024年、ケイタ） - 2シリーズ

2024年
- シャドウバースF（ハリー・スミス）
- BLEACH 千年血戦篇-相剋譚-（隊士）

2025年
- クレヨンしんちゃん（美容師B）
- 戦隊大失格（ブルーキーパー〈蒼馬圭介〉）

### OVA
- 僕らはみんな河合荘（2015年、男子） - 第7巻特別編

### Webアニメ
- パワフルプロ野球 パワフル高校編（2021年、小田切巧）

### 劇場アニメ
- クラユカバ（2023年、松/修理工/山樫）
- クラメルカガリ（2024年、蓮木[9]）

### ゲーム
2015年
- ヴァリアントナイツ（エルヴィン＝ハートフィールド）
- 幻獣契約クリプトラクト（グラド、アグニ、カゲロウ）
- LORD of VERMILION III（ビリー・ザ・キッド）

2016年
- アイドルマスター SideM（2016年 - 2023年、神谷幸広）
- 式神物語〜中二病JK、世界を救う〜（天狐）
- LORD of VERMILION ARENA（ビリー・ザ・キッド）

2017年
- アイドルマスター SideM LIVE ON ST@GE!（2017年 - 2020年、神谷幸広）

2018年
- 乙女剣武蔵（宝蔵院胤舜）

2019年
- ファイトリーグ（ボークン）

2020年
- クイズRPG 魔法使いと黒猫のウィズ（カミル・ゼーゼマン）
- ラストピリオド -終わりなき螺旋の物語-（ラルフ）
- モンスターストライク（2020年 - 2023年、オリハルコン、ノービレ、松野千冬）
- 刀剣乱舞-ONLINE-（五月雨江）

2021年
- 聖闘士星矢 ライジングコスモ（琴座のオルフェ）
- 共闘ことばRPG コトダマン（2021年 - 2023年、松野千冬）
- LOST JUDGMENT 裁かれざる記憶（松井）
- アイドルマスター SideM GROWING STARS（2021年 - 2023年、神谷幸広）
- さくらの雲＊スカアレットの恋（真霧影虎）

2022年
- 白猫プロジェクト（ヴァーニー・ライマー）
- 夢職人と忘れじの黒い妖精（ミコト）
- 東京リベンジャーズ ぱずりべ！全国制覇への道（松野千冬）

2023年
- テミラーナ国の強運姫と悲運騎士団（アデル）
- 妖怪ウォッチ ぷにぷに（松野千冬）
- ドラゴンクエストX 眠れる勇者と導きの盟友 オフライン（ムッチーノ）
- 信長の野望 出陣（井伊直政、鬼庭綱元、竹中半兵衛）
- 逆転オセロニア（アトラス）
- 誰ガ為のアルケミスト（オピネウス）
- ドラゴンクエストモンスターズ3 魔族の王子とエルフの旅（ブラッドフロウ）

2024年
- 廻らぬ星のステラリウム（アル）

2025年
- 魔女ガミ－The Witch of Luludidea－（アンタレス）

### ドラマCD
- THE IDOLM@STER SideM ST@RTING LINE（2016年、神谷幸広）
  - 09 神速一魂
  - 10 Café Parade

### BLCD
- 恋とか愛とか、そういうの（弥生愛斗）
- シックな眼鏡と気になるカラダ（高山大知）
- 泥中の蓮（新井）
- はきだめと鶴（2020年、山咲卓）
- 五十嵐くんと中原くん（2021年、水森大地）※正確にはCDではなくデータ配信
- かわいいけどかわいくない（2024年、穂積恵一）

### オーディオドラマ
- NHKオーディオドラマ 青春アドベンチャー「ウィッグ取ったらただの人」（2020年、NHK-FM）
- STATION IDOL LATCH!（2022年、湊渡琉）
- 啓発ボイスドラマ「奇怪仕掛けのマキナ」（2022年、桐島肖太[31][32]）
- アイドルマスター SideM「315 PASSION CONTENTS」（2023年 - 2024年、神谷幸広） - 3作品[一覧 4]

### 吹き替え
- ファインド・ミー　〜パリでタイムトラベル〜（ピンキー）
- ファインド・ミー2 〜パリでタイムトラベル〜（ピンキー）
- RINGING FATE（2025年、ティム[33]）

### デジタルコミック
- ENSOKU　勝利の女神だって野球したい!』（2014年 - 2015年）[34]
- 伯爵令嬢は犬猿の仲のエリート騎士と強制的につがいにさせられる（2024年、アデル[35]）

### CM
- ごろっとグラノーラ　ごろグラJAPAN（2016年、レーズン）
- 大正製薬　パブロン鼻炎カプセルSa（2017年 - 2019年）
- 暗殺者である俺のステータスが勇者よりも明らかに強いのだが（2019年、ナレーション[36]）
- HUNTER×HUNTER名言ドラマ「オレでなきゃ見逃しちゃうね」（2019年、青年）

### 舞台
- 寸前家族（2012年）
- 虹色オーケストラ（2013年、青年）
- やりみぞ荘ですよ。（2013年、タケシ）
- 千駄ヶ谷芝居クラブ あいまい屋 第一回公演 クジラが吠えーる!!（2014年）
- 虹色オーケストラ（2016年、キサラギ教授）
- フスプ Vol.1 よろず屋オールトレーズ（2017年1月27日 - 29日、 新宿 THEATER BRATS）[37]
- 弁当屋の四兄弟（2017年4月12日 - 14日、シアター711、ゲスト出演）[38]
- 桜田ファミリー物語（2019年、桜田ナオト）
- 大井町クリームソーダ　クリコとクリオの2週間（2019年12月6日・13日・14日、萬劇場、ゲスト出演）
- 弁当屋の四兄弟 ｰ令和二年版ｰ（2020年1月31日 ｰ 2月1日、吉祥寺シアター、平将一郎）[39]
- 絶響 MUSICA THE STAGE（2020年7月11日、俳優座劇場、ゲスト出演）[40]
- クロジ　白い雪と赤い華（2021年10月2日・4日、こくみん共済coopホール/スペース・ゼロ、一条由良）[41]

### 特撮
- 爆上戦隊ブンブンジャー（2024年、ジムグルマーの声[42]）
- ナンバーワン戦隊ゴジュウジャー（2025年、サーフ・メガの声[43]）

### 朗読劇
- 朗読劇「Letter〜あなたの生きる世界に僕はいた〜」（2019年4月9日 - 14日、新宿シアターモリエール）[44]藤田岳役
- 声優朗読劇フォアレーゼン千葉公演「ヴェルサイユ騒動記」（2019年11月2日、市川市民文化会館）
- toshiLOG vol.4 朗読劇「あの星に願いを」（2019年11月7日 - 10日 、新宿シアターブラッツ）金田裕介、橋本健吾[45] 役
- リーディングシェイクスピア「ロミオとジュリエット」（2019年12月19日、サンシャイン劇場）ロミオ[46] 役
- 声優朗読劇フォアレーゼン山口公演「流転の果て…漂白の『壇之浦』」（2020年2月8日、下関市民会館)
- 声優朗読劇フォアレーゼン栃木公演「関ヶ原戦記異聞」（2020年2月9日、小山市立文化センター）
- 音楽朗読劇「嵐が丘」（2020年2月18日、TOKYO FM HALL）エドガー/ロックウッド[47] 役
- toshiLOG 朗読劇「さよならのかわりに」（2020年3月11日・13日 - 15日 、R'sアートコート）杉山光一[48] 役
- ビストロ三軒亭朗読劇「ビストロ三軒亭の謎めく晩餐　生朗読劇」（2020年8月23日、オンライン配信）藤野正輝役
- 音楽朗読劇「オペラ座の怪人」（2020年9月6日、 神奈川県立青少年センター）ラウル・ド・シャニィ子爵[49]役
- 声優朗読劇フォアレーゼン愛知公演「ここに一ふりの太刀ありせば」（2020年10月24日、武豊町民会館）
- 声のプロフェッショナルが奏でる日本文学「吾輩は猫である-はじまりの漱石-」（2020年10月28日、紀伊國屋サザンシアター TAKASHIMAYA） 夏目金之助 主人 他[50]役
- 声優朗読劇フォアレーゼン「大橋翠石伝　哮ける」（2020年11月15日、ツイキャスプレミアム配信）
- 声のプロフェッショナルが奏でるリーディングシェイクスピア『マクベス』（2020年12月2日・3日、池袋サンシャイン劇場）マクダフ　魔女[51] 役他
- 朗読で描くミステリー「シャーロック・ホームズ〜特別なあの人〜」（2021年1月9日、 紀伊國屋サザンシアター TAKASHIMAYA）モリアーティ教授[52]役他
- 音楽朗読劇「レ・ミゼラブル」（2021年7月17日、 KAAT神奈川芸術劇場）マリウス役
- TOKYO READING CIRCUS 1st stage「5-Five!-」（2021年9月5日、 TACCS1179）[53]
- 朗読舞台「池袋裏百物語　明烏准教授の都市伝説ゼミ」（2021年9月12日、Mixalive TOKYO Theater Mixa）桜庭、山本[54]役
- 声優朗読劇フォアレーゼン栃木公演「日光三剣士伝」（2021年10月3日、栃木総合文化センター）
- 朗読で描くミステリー「アルセーヌ・ルパン〜ああ、哀しき怪盗紳士〜」（2021年10月23日、紀伊國屋ホール）ガニマール警部[55]役
- 声優朗読劇 フォアレーゼン 〜ベートーヴェンがやって来た！ヤア！ヤア！ヤア！〜（2023年1月15日、リナシティかのや 3Fホール）[56]
- THE IDOLM@STER SideM PASSIONABLE READING SHOW -超常事変〜対立スル正義〜-（2023年3月12日、武蔵野の森総合スポーツプラザ メインアリーナ） - 神谷幸広 役[57]
- 朗読劇『あの星に願いを』（2023年5月24日 - 28日、CBGKシブゲキ!!） - 金田祐介 役（ ※ 汐谷文康とのトリプルキャスト）[58]
- eeo Stage reading朗読劇「はなしぐれ」（2024年1月26日 - 28日、CBGKシブゲキ!!） - 坂井進 役[59]
- 江戸川乱歩 名作朗読劇「怪人二十面相－暗黒星－」（2024年3月3日、博品館劇場） [60]
- 朗読劇「ネコたん！〜猫町怪異奇譚〜」（2024年5月17日、あうるすぽっと） - 雨宮将太 役[61]
- 朗読劇「ニュー・ルネッサンス・イン・パリ」（2024年7月26日、博品館劇場）[62]
- 江戸川乱歩 名作朗読劇「少年探偵団」（2024年9月8日、紀伊國屋サザンシアター TAKASHIMAYA） - 明智小五郎 役 他[63][64]
- 朗読劇「青野くんに触りたいから死にたい」presented by eeo Stage（2024年9月11日 - 16日、CBGKシブゲキ!!） - 堀江春希 役（ ※ 織部典成とのダブルキャスト）[65]
- SF空想科学朗読劇「宇宙戦争」(2025年1月10日、I'M A SHOW）[66]
- 声優朗読劇フォアレーゼン〜外伝・奥の細道〜（2025年2月15日、草加市文化会館ホール）[67]
- 朗読劇「モノクロの空に虹を架けよう」（2025年2月27日・28日・3月2日、新宿シアタートップス）- 拓海 役[68]
- 音楽朗読劇「仮面の男」〜アレクサンドル・デュマ・ペール「ダルタルニャン物語」より〜（2025年3月7日、博品館劇場） - アラミス 役 他[69][70]
- VISIONARY READING「三島由紀夫レター教室」（2025年10月7日〈予定〉、紀伊國屋ホール） - 炎タケル 役[71]

### ラジオ
※はインターネット配信。
- アイドルマスター SideM ラジオ 315プロNight!（2018年、ニコニコ生放送※）
- 月刊 新・男前通信10月号〜月刊・狩野翔（2018年、文化放送モバイルplus※）
- 真夜中エンカウント（2019年 - 、超!A&G+※）[72]
- MAN TWO MONTH RADIO 狩野翔のラジオ仮免取得中！（2019年、超！A&G+※）[73]
- Rock Hunting Delivery（2021年 - 、ラジ友※、ニコニコ動画※、YouTube※）[74]
- 東京リベンジャーズ 相棒零泥威悪（2023年 - 、文化放送）[75][76]
- 立花慎之介・狩野翔のやってやれないことはない！（2023年 - 、ラジオ大阪）[77]

### テレビ番組
※はインターネット配信。
- 秘密のケンミンSHOW 再現VTR
- 伊東健人・狩野翔のスイどう（2018年 - 、ニコニコ生放送※）
- 狩野翔の声優もBARにいる（2018年 - 2019年、ニコニコ生放送※）
- 狩野翔の声優もMAGICBARにいる（2019年 - 、ニコニコ生放送※）[78]
- 阪急交通社 テレビショッピング - MC

### イベント
- 次世代ワールドホビーフェア'14 Winter ガンホーブース パズドラZキャラMC

### 映像商品
- 人狼バトル lies and the truth 2020 FEBRUARY〜人狼VSプリズナー〜（2020年） - ナレーション
- 人狼バトルTHE NIGHTMARE SEASON1#1（2022年）
- 人狼バトルTHE NIGHTMARE SEASON1#2（2022年）

### その他コンテンツ
- 下水道施設学習動画『みんな知ってる？〜下水道の世界〜』(2019年、ナレーション[79])
- 下水道施設解説動画『ズームアップ埼玉』(2019年、ナレーション[79])
- STATION IDOL LATCH!（湊航琉[80]）
- 棚照結神 セブンパーク天美キャラクター（皇華和地[81]）

## ディスコグラフィ

### キャラクターソング
| 発売日         | 商品名                                                                           | 歌 | 楽曲                                                                      | 備考                                                                                               |
| -------------- | -------------------------------------------------------------------------------- | --- | ------------------------------------------------------------------------- | -------------------------------------------------------------------------------------------------- |
| 2016年4月20日  | THE IDOLM@STER SideM ST@RTING LINE -10 Café Parade                               | Café Parade | 「Café Parade!」 「À La Carte FREEDOM♪」」 「DRIVE A LIVE」               | ゲーム『アイドルマスター SideM』関連曲                                                             |
| 2017年2月1日   | Beyond The Dream                                                                 | 315プロダクション所属アイドル | 「Beyond The Dream」                                                      | ゲーム『アイドルマスター SideM』関連曲                                                             |
| 2017年2月1日   | Beyond The Dream                                                                 | 315プロダクション所属アイドル（メンタル） | 「Beyond The Dream」                                                      | ゲーム『アイドルマスター SideM』関連曲                                                             |
| 2017年9月6日   | THE IDOLM@STER SideM ORIGIN@L PIECES 07                                          | 神谷幸広（狩野翔） | 「A CUP OF HAPPINESS」                                                    | ゲーム『アイドルマスター SideM』関連曲                                                             |
| 2018年1月17日  | THE IDOLM@STER SideM 3rd ANNIVERSARY DISC 01 Café Parade & Altessimo & Legenders | Café Parade | 「Reversed Masquerade」                                                   | ゲーム『アイドルマスター SideM』関連曲                                                             |
| 2018年1月17日  | THE IDOLM@STER SideM 3rd ANNIVERSARY DISC 01 Café Parade & Altessimo & Legenders | Café Parade & Altessimo & Legenders | 「Eternal Fantasia」                                                      | ゲーム『アイドルマスター SideM』関連曲                                                             |
| 2018年2月2日   | THE IDOLM@STER SideM 3rd ANNIVERSARY SOLO COLLECTION 01                          | 神谷幸広（狩野翔） | 「Reversed Masquerade」                                                   | ゲーム『アイドルマスター SideM』関連曲                                                             |
| 2018年12月5日  | THE IDOLM@STER SideM WakeMini! MUSIC COLLECTION 02                               | 315 STARS（メンタル Ver.） | 「Friendly Smile」                                                        | テレビアニメ『アイドルマスター SideM 理由あってMini!』エンディングテーマ                           |
| 2019年3月15日  | THE IDOLM@STER SideM WakeMini! SOLO COLLECTION 02 MENTAL Ver.                    | 神谷幸広（狩野翔） | 「Friendly Smile」                                                        | テレビアニメ『アイドルマスター SideM 理由あってMini!』関連曲                                       |
| 2019年3月15日  | THE IDOLM@STER SideM WakeMini! SOLO COLLECTION 02 MENTAL Ver.                    | 神谷幸広（狩野翔） | 「Friendly Smile」                                                        | テレビアニメ『アイドルマスター SideM 理由あってMini!』関連曲                                       |
| 2019年5月10日  | THE IDOLM@STER SideM 4th ANNIVERSARY DISC「LIVE in your SMILE / DREAM JOURNEY」  | DRAMATIC STARS、Jupiter、Beit、High×Joker、Café Parade、もふもふえん、F-LAGS | 「DREAM JOURNEY」                                                         | ゲーム『アイドルマスター SideM』関連曲                                                             |
| 2019年8月7日   | THE IDOLM@STER SideM WORLD TRE@SURE 09                                           | 神谷幸広（狩野翔）、山下次郎（中島ヨシキ）、古論クリス（駒田航） | 「眠らぬ夜にスパシーバ！」 「MEET THE WORLD!（RUSSIA Ver.）」             | ゲーム『アイドルマスター SideM LIVE ON ST@GE!』関連曲                                              |
| 2019年10月16日 | メクルメク修羅道                                                                 | 佐々木小次郎（花江夏樹）、宝蔵院胤舜（狩野翔）、柳生十兵衛（松岡禎丞） | 「メクルメク修羅道」                                                      | ゲーム『乙女剣武蔵』主題歌                                                                         |
| 2019年10月23日 | Best Game 2 〜命運を賭けるトリガー〜                                             | 神谷幸広（狩野翔）、北村想楽（汐谷文康）、握野英雄（熊谷健太郎）、華村翔真（バレッタ裕）、榊夏来（渡辺紘）、岡村直央（矢野奨吾） | 「ALL nOR NOTHING」                                                       | ゲーム『アイドルマスター SideM』関連曲                                                             |
| 2019年12月18日 | THE IDOLM@STER SideM 5th ANNIVERSARY DISC 01 PRIDE STAR                          | 315 ALLSTARS | 「PRIDE STAR」 「DRIVE A LIVE」 「Reason!!」 「GLORIOUS RO@D」            | ゲーム『アイドルマスター SideM』関連曲                                                             |
| 2020年2月19日  | THE IDOLM@STER SideM 5th ANNIVERSARY DISC 03 W&Café Parade&もふもふえん          | Café Parade | 「Present For You!!!!! 〜A day in the café〜」                            | ゲーム『アイドルマスター SideM』関連曲                                                             |
| 2020年2月19日  | THE IDOLM@STER SideM 5th ANNIVERSARY DISC 03 W&Café Parade&もふもふえん          | W、Café Parade、もふもふえん | 「ミュージアムジカ」                                                      | ゲーム『アイドルマスター SideM』関連曲                                                             |
| 2020年3月6日   | THE IDOLM@STER SideM 5th ANNIVERSARY UNIT COLLECTION -PRIDE STAR-                | Café Parade | 「PRIDE STAR」                                                            | ゲーム『アイドルマスター SideM』関連曲                                                             |
| 2020年8月26日  | THE IDOLM@STER SideM 5th ANNIVERSARY SOLO COLLECTION 02                          | 神谷幸広（狩野翔） | 「Present For You!!!!! 〜A day in the café〜」                            | ゲーム『アイドルマスター SideM』関連曲                                                             |
| 2020年9月23日  | スクールバンドライフ The First Semester EX Side：和楽器バンド部                  | 龍園寺珠（菊地燎）、虎門前瑠嘉（狩野翔） | 「牙焔」                                                                  | 『スクールバンドライフ』関連曲                                                                     |
| 2020年11月4日  | THE IDOLM@STER SideM NEW STAGE EPISODE:04 Café Parade                            | Café Parade | 「Delicious Delivery」 「NEXT STAGE!」                                    | ゲーム『アイドルマスター SideM』関連曲                                                             |
| 2021年1月27日  | スクールバンドライフ All Band Album                                              | 倭神楽、Blue Time Fiction、Happy Score | 「Change The World」                                                      | 『スクールバンドライフ』関連曲                                                                     |
| 2021年2月7日   | THE IDOLM@STER SideM UNIT COLLECTION -MEET THE WORLD!-                           | 315 ALLSTARS | 「MEET THE WORLD!」                                                       | ゲーム『アイドルマスター SideM』関連曲                                                             |
| 2021年2月7日   | THE IDOLM@STER SideM UNIT COLLECTION -MEET THE WORLD!-                           | Café Parade | 「MEET THE WORLD!」                                                       | ゲーム『アイドルマスター SideM』関連曲                                                             |
| 2021年9月8日   | STATION IDOL LATCH! 02                                                           | 烏鷹鉄路 / 新橋（井上和彦）、湊航琉 / 浜松町（狩野翔）、北颯 / 田端（矢野奨吾） | 「SUNRISE!!」                                                             | 『STATION IDOL LATCH!』関連曲                                                                      |
| 2021年9月15日  | 東京リベンジャーズ EP02                                                          | 松野千冬（狩野翔） | 「I Believe」                                                             | テレビアニメ『東京リベンジャーズ』関連曲                                                           |
| 2021年9月29日  | THE IDOLM@STER SideM GROWING SIGN@L 01 Growing Smiles!                           | 315 ALLSTARS | 「Growing Smiles!」 「DRIVE A LIVE」 「Beyond The Dream」 「NEXT STAGE!」 | ゲーム『アイドルマスター SideM GROWING STARS』関連曲                                               |
| 2022年1月8日   | THE IDOLM@STER SideM UNIT COLLECTION -Growing Smiles!-                           | Café Parade | 「Growing Smiles!」                                                       | ゲーム『アイドルマスター SideM GROWING STARS』関連曲                                               |
| 2022年2月9日   | THE IDOLM@STER SideM GROWING SIGN@L 04 Café Parade                               | Café Parade | 「Pavé Étoiles」 「Teatime Cliché」                                       | ゲーム『アイドルマスター SideM GROWING STARS』関連曲                                               |
| 2022年3月12日  | THE IDOLM@STER SideM PASSION@TE FORMATION -MENTAL-                               | 315 STARS（メンタルVer.） | 「リトルハピネス」                                                        | ゲーム『アイドルマスター SideM GROWING STARS』関連曲                                               |
| 2022年3月12日  | THE IDOLM@STER SideM PASSION@TE FORMATION -MENTAL-                               | 神谷幸広（狩野翔） | 「リトルハピネス」                                                        | ゲーム『アイドルマスター SideM GROWING STARS』関連曲                                               |
| 2022年10月1日  | THE IDOLM@STER SideM GROWING SIGN@L SOLO COLLECTION 01                           | 神谷幸広（狩野翔） | 「Pavé Étoiles」                                                          | ゲーム『アイドルマスター SideM GROWING STARS』関連曲                                               |
| 2022年12月21日 | THE IDOLM@STER SideM GROWING SIGN@L 15 Take a StuMp!                             | 315 ALLSTARS | 「Take a StuMp!」                                                         | ゲーム『アイドルマスター SideM GROWING STARS』関連曲                                               |
| 2023年1月25日  | THE IDOLM@STER SideM 49 ELEMENTS 08 Café Parade                                  | Café Parade | 「Smiling Platter!」                                                      | ゲーム『アイドルマスター SideM GROWING STARS』関連曲                                               |
| 2023年1月25日  | THE IDOLM@STER SideM 49 ELEMENTS 08 Café Parade                                  | 神谷幸広（狩野翔） | 「Journey JOY Blend」                                                     | ゲーム『アイドルマスター SideM GROWING STARS』関連曲                                               |
| 2023年2月11日  | THE IDOLM@STER SideM UNIT COLLECTION -Take a StuMp!-                             | Café Parade | 「Take a StuMp!」                                                         | ゲーム『アイドルマスター SideM GROWING STARS』関連曲                                               |
| 2023年3月11日  | 幻想のUtopia/安寧のDystopia                                                      | 天ヶ瀬冬馬（寺島拓篤）、伊集院北斗（神原大地）、都築圭（土岐隼一）、神楽麗（永野由祐）、渡辺みのり（高塚智人）、信玄誠司（増元拓也）、華村翔真（バレッタ裕）、清澄九郎（中田祐矢）、伊瀬谷四季（野上翔）、神谷幸広（狩野翔）、卯月巻緒（児玉卓也）、水嶋咲（小林大紀）、橘志狼（古畑恵介）、舞田類（榎木淳弥）、山下次郎（中島ヨシキ）、円城寺道流（濱野大輝）、兜大吾（浦尾岳大）、九十九一希（比留間俊哉）、葛之葉雨彦（笠間淳）、北村想楽（汐谷文康） | 「安寧のDystopia」                                                        | 舞台『THE IDOLM@STER SideM PASSIONABLE READING SHOW -超常事変〜対立スル正義〜-』エンディングテーマ |
| 2023年10月28日 | THE IDOLM@STER SideM 8th STAGE THEME SONG「Hands & Claps!」                      | 315 ALLSTARS | 「Hands & Claps!」                                                        | ライブイベント『THE IDOLM@STER SideM 8th STAGE 〜ALL H@NDS TOGETHER〜』テーマソング                |
| 2023年10月28日 | THE IDOLM@STER SideM 8th STAGE THEME SONG「Hands & Claps!」                      | 315 STARS（メンタルVer.） | 「Hands & Claps!」                                                        | ライブイベント『THE IDOLM@STER SideM 8th STAGE 〜ALL H@NDS TOGETHER〜』テーマソング                |
| 2024年1月31日  | THE IDOLM@STER SideM CIRCLE OF DELIGHT 03 Café Parade                            | Café Parade | 「Heartmade Cookies」 「Dear you, Cheers!!」                              | 『アイドルマスター SideM』関連曲                                                                   |
| 2024年7月13日  | THE IDOLM@STER SideM CIRCLE OF DELIGHT SOLO COLLECTION 01                        | 神谷幸広（狩野翔） | 「Heartmade Cookies」                                                     | 『アイドルマスター SideM』関連曲                                                                   |
| 2024年7月13日  | THE IDOLM@STER SideM 9th STAGE THEME SONG「Gather Round!」                       | 315 ALLSTARS | 「Gather Round!」                                                         | ライブイベント『THE IDOLM@STER SideM 9th STAGE ～MIR＠-CIRCLE CRESCENDO～』テーマソング            |
| 2024年7月13日  | THE IDOLM@STER SideM 9th STAGE THEME SONG「Gather Round!」                       | 315 STARS（メンタルVer.） | 「Gather Round!」                                                         | ライブイベント『THE IDOLM@STER SideM 9th STAGE ～MIR＠-CIRCLE CRESCENDO～』テーマソング            |

### その他参加楽曲
| 発売日        | 商品名                                                                        | 歌 | 楽曲                    | 備考                                                         |
| ------------- | ----------------------------------------------------------------------------- | --- | ----------------------- | ------------------------------------------------------------ |
| 2018年5月16日 | Stand by...MUSIC!!!                                                           | アイドルマスター SideM、アイドルマスター ミリオンライブ！ ミリオンスターズ、亜咲花、伊藤美来、内田彩、内田真礼、オーイシマサヨシ、GRANRODEO（KISHOW）、鈴木このみ、鈴木みのり、竹達彩奈、TRUE、fhána、悠木碧 | 「Stand by...MUSIC!!!」 | ライブイベント『Animelo Summer Live 2018 "OK!"』テーマソング |
| 2022年7月27日 | [Re:collection] HIT SONG cover series feat.voice actors 〜10's-20's EDITION〜 | 狩野翔 | 「ひまわりの約束」      |                                                              |

### シリーズ一覧
1. ↑  第2期（2020年）、第3期（2022年）
2. ↑  第1期（2021年）、第2期『聖夜決戦編』（2023年）、第3期『天竺編』（2023年）
3. ↑  シーズン1（2023年）、シーズン2完結編（2024年）
4. ↑  『CIRCLE OF DELIGHT わだかまり、空回り、思いやり』（2023年）、『10th Anniversary Fes 〜サイコーのパッションで！〜』（2024年）、『CIRCLE OF DELIGHT つながる心、広がる世界』（2024年）

### 初出話一覧
1. ↑  第5話初出
2. 1 2  第1話初出
3. ↑  第9話初出
4. ↑  第16話初出
5. ↑  第8話初出
6. ↑  第90話初出
7. ↑  第37話初出
8. ↑  第1282話初出
9. ↑  第19話初出

### ユニットメンバー
1. 1 2 3 4 5 6 7 8 9 10 11 12 13  神谷幸広（狩野翔）、東雲荘一郎（天﨑滉平）、アスラン＝ベルゼビュートII世（古川慎）、卯月巻緒（児玉卓也）、水嶋咲（小林大紀）
2. 1 2  天ヶ瀬冬馬（寺島拓篤）、御手洗翔太（松岡禎丞）、伊集院北斗（神原大地）、天道輝（仲村宗悟）、桜庭薫（内田雄馬）、柏木翼（八代拓）、都築圭（土岐隼一）、神楽麗（永野由祐）、鷹城恭二（梅原裕一郎）、ピエール（堀江瞬）、渡辺みのり（高塚智人）、伊瀬谷四季（野上翔）、秋山隼人（千葉翔也）、若里春名（白井悠介）、冬美旬（永塚拓馬）、榊夏来（渡辺紘）、蒼井享介（山谷祥生）、蒼井悠介（菊池勇成）、硲道夫（伊東健人）、舞田類（榎木淳弥）、山下次郎（中島ヨシキ）、清澄九郎（中田祐矢）、猫柳キリオ（山下大輝）、華村翔真（バレッタ裕）、握野英雄（熊谷健太郎）、木村龍（濱健人）、信玄誠司（増元拓也）、紅井朱雀（益山武明）、黒野玄武（深町寿成）、神谷幸広（狩野翔）、東雲荘一郎（天﨑滉平）、アスラン＝ベルゼビュートII世（古川慎）、卯月巻緒（児玉卓也）、水嶋咲（小林大紀）、大河タケル（寺島惇太）、円城寺道流（濱野大輝）、牙崎漣（小松昌平）、岡村直央（矢野奨吾）、橘志狼（古畑恵介）、姫野かのん（村瀬歩）、秋月涼（三瓶由布子）、兜大吾（浦尾岳大）、九十九一希（徳武竜也）、葛之葉雨彦（笠間淳）、北村想楽（汐谷文康）、古論クリス（駒田航）
3. 1 2  御手洗翔太（松岡禎丞）、柏木翼（八代拓）、都築圭（土岐隼一）、ピエール（堀江瞬）、蒼井悠介（菊池勇成）、信玄誠司（増元拓也）、華村翔真（バレッタ裕）、清澄九郎（中田祐矢）、若里春名（白井悠介）、神谷幸広（狩野翔）、卯月巻緒（児玉卓也）、姫野かのん（村瀬歩）、舞田類（榎木淳弥）、秋月涼（三瓶由布子）、北村想楽（汐谷文康）
4. ↑  都築圭（土岐隼一）、神楽麗（永野由祐）
5. ↑  葛之葉雨彦（笠間淳）、北村想楽（汐谷文康）、古論クリス（駒田航）
6. ↑  天道輝（仲村宗悟）、桜庭薫（内田雄馬）、柏木翼（八代拓）
7. ↑  天ヶ瀬冬馬（寺島拓篤）、御手洗翔太（松岡禎丞）、伊集院北斗（神原大地）
8. ↑  鷹城恭二（梅原裕一郎）、ピエール（堀江瞬）、渡辺みのり（高塚智人）
9. ↑  伊瀬谷四季（野上翔）、秋山隼人（千葉翔也）、若里春名（白井悠介）、冬美旬（永塚拓馬）、榊夏来（渡辺紘）
10. 1 2  岡村直央（矢野奨吾）、橘志狼（古畑恵介）、姫野かのん（村瀬歩）
11. ↑  秋月涼（三瓶由布子）、兜大吾（浦尾岳大）、九十九一希（徳武竜也）
12. ↑  蒼井享介（山谷祥生）、蒼井悠介（菊池勇成）
13. ↑  天ヶ瀬冬馬（寺島拓篤）、御手洗翔太（松岡禎丞）、伊集院北斗（神原大地）、天道輝（仲村宗悟）、桜庭薫（内田雄馬）、柏木翼（八代拓）、都築圭（土岐隼一）、神楽麗（永野由祐）、鷹城恭二（梅原裕一郎）、ピエール（堀江瞬）、渡辺みのり（高塚智人）、伊瀬谷四季（野上翔）、秋山隼人（千葉翔也）、若里春名（白井悠介）、冬美旬（永塚拓馬）、榊夏来（渡辺紘）、蒼井享介（山谷祥生）、蒼井悠介（菊池勇成）、硲道夫（伊東健人）、舞田類（榎木淳弥）、山下次郎（中島ヨシキ）、清澄九郎（中田祐矢）、猫柳キリオ（山下大輝）、華村翔真（バレッタ裕）、握野英雄（熊谷健太郎）、木村龍（濱健人）、信玄誠司（増元拓也）、紅井朱雀（益山武明）、黒野玄武（深町寿成）、神谷幸広（狩野翔）、東雲荘一郎（天﨑滉平）、アスラン＝ベルゼビュートII世（古川慎）、卯月巻緒（児玉卓也）、水嶋咲（小林大紀）、大河タケル（寺島惇太）、円城寺道流（濱野大輝）、牙崎漣（小松昌平）、岡村直央（矢野奨吾）、橘志狼（古畑恵介）、姫野かのん（村瀬歩）、秋月涼（三瓶由布子）、兜大吾（浦尾岳大）、九十九一希（比留間俊哉）、葛之葉雨彦（笠間淳）、北村想楽（汐谷文康）、古論クリス（駒田航）
14. 1 2 3 4  天ヶ瀬冬馬（寺島拓篤）、御手洗翔太（松岡禎丞）、伊集院北斗（神原大地）、天道輝（仲村宗悟）、桜庭薫（内田雄馬）、柏木翼（八代拓）、都築圭（土岐隼一）、神楽麗（永野由祐）、鷹城恭二（梅原裕一郎）、ピエール（堀江瞬）、渡辺みのり（高塚智人）、伊瀬谷四季（野上翔）、秋山隼人（千葉翔也）、若里春名（白井悠介）、冬美旬（永塚拓馬）、榊夏来（渡辺紘）、蒼井享介（山谷祥生）、蒼井悠介（菊池勇成）、硲道夫（伊東健人）、舞田類（榎木淳弥）、山下次郎（中島ヨシキ）、清澄九郎（中田祐矢）、猫柳キリオ（山下大輝）、華村翔真（バレッタ裕）、握野英雄（熊谷健太郎）、木村龍（濱健人）、信玄誠司（増元拓也）、紅井朱雀（益山武明）、黒野玄武（深町寿成）、神谷幸広（狩野翔）、東雲荘一郎（天﨑滉平）、アスラン＝ベルゼビュートII世（古川慎）、卯月巻緒（児玉卓也）、水嶋咲（小林大紀）、大河タケル（寺島惇太）、円城寺道流（濱野大輝）、牙崎漣（小松昌平）、岡村直央（矢野奨吾）、橘志狼（古畑恵介）、姫野かのん（村瀬歩）、秋月涼（三瓶由布子）、兜大吾（浦尾岳大）、九十九一希（比留間俊哉）、葛之葉雨彦（笠間淳）、北村想楽（汐谷文康）、古論クリス（駒田航）、天峰秀（伊瀬結陸）、花園百々人（宮﨑雅也）、眉見鋭心（大塚剛央）
15. 1 2 3  御手洗翔太（松岡禎丞）、柏木翼（八代拓）、都築圭（土岐隼一）、ピエール（堀江瞬）、蒼井悠介（菊池勇成）、信玄誠司（増元拓也）、華村翔真（バレッタ裕）、清澄九郎（中田祐矢）、若里春名（白井悠介）、神谷幸広（狩野翔）、卯月巻緒（児玉卓也）、姫野かのん（村瀬歩）、舞田類（榎木淳弥）、秋月涼（三瓶由布子）、北村想楽（汐谷文康）、花園百々人（宮﨑雅也）
16. ↑  仲村宗悟、山谷祥生、狩野翔
17. ↑  山崎はるか、田所あずさ、Machico